# Kappeln
Pour les articles homonymes, voir Kappeln (homonymie).
Kappeln (en danois : Kappel) est une ville du Schleswig-Holstein dans le Nord de l'Allemagne. Elle appartient à l'arrondissement de Schleswig-Flensbourg et se trouve au bord de la Schlei, ce qui explique que son histoire fut longtemps liée à l'économie de la pêche.

## Histoire
Kappeln a été mentionnée pour la première fois dans un document officiel en 1357.

## Personnalités liées à la ville
- Jacob Moser (1839-1922), entrepreneur né à Kappeln.
- Karl Eduard Claussen (1930-2012), homme politique né à Kappeln.

## Jumelage
- Fåborg (Danemark) depuis 1984[1] ;
- Ustka (Pologne) depuis 1991[1] ;
- Merate (Italie) depuis 2007[1].